# Born in the Echoes
Born in the Echoes es el octavo álbum de estudio del dúo inglés de música electrónica The Chemical Brothers, que fue lanzado mundialmente el 17 de julio de 2015 por EMI Music.

## Lista de canciones
| N.º   | Título                                 | Duración |  |
| 1.    | «Sometimes I Feel So Deserted»         | 5:11     |  |
| 2.    | «Go» (con Q-Tip)                       | 4:20     |  |
| 3.    | «Under Neon Lights» (con St. Vincent)  | 4:26     |  |
| 4.    | «EML Ritual» (con Ali Love)            | 5:20     |  |
| 5.    | «I'll See You There»                   | 4:20     |  |
| 6.    | «Just Bang»                            | 5:21     |  |
| 7.    | «Reflexión»                            | 6:29     |  |
| 8.    | «Taste of Honey»                       | 2:59     |  |
| 9.    | «Born in the Echoes» (con Cate Le Bon) | 3:26     |  |
| 10.   | «Radiate»                              | 4:39     |  |
| 11.   | «Wide Open» (con Beck)                 | 5:54     |  |
| 52:25 |                                        |          |  |

| Bonus tracks de edición Deluxe |                            |          |  |
| N.º                            | Título                     | Duración |  |
| 1.                             | «Let Us Build a City»      | 4:34     |  |
| 2.                             | «Wo Ha»                    | 4:30     |  |
| 3.                             | «Go (Extended Mix)»        | 5:54     |  |
| 4.                             | «Reflexión (Extended Mix)» | 7:19     |  |